# Rocafonda
Rocafonda és un barri de Mataró, al Maresme, promogut en la dècada de 1940 i que va créixer durant la dècada de 1960 coincidint amb l'onada migratòria de l'època. Delimitat per la Ronda d’Alfons X el Savi, la carretera de Mata i el Turó del Cementiri dels Caputxins, es tracta d'una de les zones de la ciutat amb major densitat de població. L'any 2019 tenia 11.562 habitants empadronats. El 2024 tenia 15.000 habitants, dels quals uns 3.000 són menors de divuit anys.

## Geografia
El barri de Rocafonda delimita amb altres barris al carrer de la República Argentina, el carrer d'El Salvador, l'avinguda del Perú, la plaça Josep Cusachs, la Ronda Rafael Estrany, la plaça d'Alfred Opisso, la carretera de Mata, la ronda d'Alfons X El Savi i el passeig d'Antoni Martí Cabanellas.

## Història
L'any 1968 es van descobrir vestigis romans als entorns del Cementiri dels Caputxins, que correspondrien als segles I a.C. i VI dC., en un conjunt arqueològic que es va anomenar Vil·la romana de Rocafonda. Fins als anys quaranta del segle xx, la zona era encara agrícola, dedicada en aquells moments a la vinya i els garrofers. Les primeres cases van aparèixer el 1947 al passeig de Cabanelles, any en què també s'inicià la urbanització de l'anomenada Ciutat Jardí, promoguda per la Caixa d'Estalvis de Mataró seguint un projecte del 1924.
L’any 1999, l’Associació de Veïns de Rocafonda va proposar a l’Ajuntament de Mataró l'elaboració d’un pla estratègic d’intervenció i transformació del barri, per a millorar les infraestructures i els serveis. Així, Rocafonda fou un dels beneficiaris de la Llei de Barris, que l'any 2007 va atorgar una inversió de 13,8 milions d'euros finançats entre l'Ajuntament i la Generalitat. En aquells moments els problemes el barri eren definits per l'administració com «la densitat, la mala qualitat i la inaccessibilitat dels edificis, i l’assimilació d’un allau d’immigrants de cultures diverses en un context de carència d’espais públics i d’equipaments».

## Descripció
El barri disposa d'equipaments com el Centre d'Atenció Primària, que comparteix amb els barris de Palau i l'Escorxador; el Centre Cívic de Can Noé, les escoles públiques Rocafonda, Àngela Bransuela i Germanes Bertomeu, l'Escola d'Adults Can Noé i el Parc de Rocafonda.
La Festa del Barri de Rocafonda se celebra cada any a començaments de juny.i la Festa Popular de Rocafonda el segon cap de setmana de juliol.
El Club de Futbol Rocafonda és l'equip local del Camp de Futbol Municipal de Rocafonda, a la ronda Rafael Estrany. El primer equip juga a tercera catalana. El club té 19 equips diferents categories de futbol.
De Rocafonda també és el grup de rock, reggae i ska Rockafondians.

## Personalitats
El jugador de futbol català del Futbol Club Barcelona Lamine Yamal Nasraoui i Ebana es considera d'aquest barri mataroní, on va anar a viure de ben petit i hi té família i amics d'infància. Celebra els seus gols fent amb els dits el número 304, les tres darreres xifres del codi postal de Rocafonda.